# Yorck (Film)
Yorck ist ein deutscher Historienspielfilm über den gleichnamigen bedeutenden preußischen Heerführer Ludwig Yorck von Wartenburg. Er spielt zur Zeit der Befreiungskriege gegen Napoleon. Unter der Regie von Gustav Ucicky spielen Werner Krauß als Titelheld und Rudolf Forster als sein König.

## Handlung
Europa 1812. Im Verlauf der Koalitionskriege haben napoleonische Truppen weite Teile des Kontinents erobert. Preußen liegt militärisch am Boden und ist gezwungen, gemeinsame Sache mit Napoleon zu machen. Jetzt will der Kaiser auch Russland endgültig niederwerfen, mit preußischen Truppen als flankierende Unterstützung. Die altgedienten Generale des preußischen Königs stehen fest zu den Befehlen ihres Monarchen, während die jungen Offiziere zu murren beginnen und sich sogar gegen Napoleon auflehnen, um ihn aus dem eigenen Land jagen zu können. Auch der tapfere Offizier Yorck will nicht länger Marionette des größenwahnsinnigen Eroberers sein und beabsichtigt, seinen Dienst in der Armee zu quittieren. Er warnt vor den Konsequenzen, die Preußens Kampf an der Seite der Franzosen für das Land haben könnte, beugt sich aber schließlich dem Wunsch des Königs, neuer Oberkommandierender des preußischen Hilfskorps zu werden.
Yorcks unmittelbarer Vorgesetzter wird der französische Marschall MacDonald, der jedoch Yorck zutiefst misstraut. In Kurland sollen Yorcks Truppen den linken Flügel der napoleonischen Armee decken. Zur eigenen Sicherheit entsendet MacDonald seinen Vertrauten, den Vicomte de Noailles, zu den Preußen, um Yorck genau auf die Finger zu schauen. Noailles solle ihn, MacDonald, im Falle von Yorcks Fehlverhalten augenblicklich informieren. Tatsächlich geben sie Yorcks Männer wenig motiviert im Kampf gegen die Russen. Yorcks große Stunde bricht an, als die Franzosen erstmals von den Russen geschlagen werden und sich zurückziehen müssen. Als MacDonald ihn daraufhin auffordert, sich und seine Männer für Frankreichs ‘Grande Armée‘ heldenhaft zu opfern, wechselt der preußische Patriot die Fronten. Er trifft sich mit seinem russischen Gegenpart, dem Feldmarschall Diebitsch-Sabalkanskij, bei der Poscheruner Mühle und unterzeichnet die Konvention von Tauroggen, die einen Waffenstillstand zwischen Preußen und Russland regelt.
Indes zögert Friedrich Wilhelm III. noch eine Weile, die Waffenbrüderschaft mit Frankreich aufzukündigen und erwägt, seine hochrangigen Offiziere Yorck, Kleist und Gneisenau auf Druck des von ihm empfangenen MacDonald zu Hochverrätern erklären zu lassen. Doch MacDonald behandelt den König derartig anmaßend, dass dieser sich umentschließt. Schließlich erkennt der Monarch die Richtigkeit von Yorcks Handeln. Er zerreißt sogar eine profranzösische Verordnung und den Staatsvertrag mit Frankreich. Schließlich erlässt Friedrich einen Aufruf, An Mein Volk, mit dem er dem verhassten Okkupanten endlich den Krieg erklärt. Als Yorck in Berlin einzieht, wird er von den Massen mit Jubelrufen begeistert empfangen.

## Produktionsnotizen
Gedreht wurde vom 24. August bis 13. Oktober 1931 in den Ufa-Ateliers in Neubabelsberg, dem heutigen Studio Babelsberg, und an Originalschauplätzen in Berlin, unter anderem vor dem Brandenburger Tor. Die Uraufführung des Films erfolgte am 23. Dezember 1931 im Ufa-Palast am Zoo. Exakt elf Monate später wurde Yorck auch in den USA aufgeführt.
Yorck ist der einzige Film, den der Ufa-Produktionschef Ernst Hugo Correll je persönlich produziert hat. Dort gab Hauptdarsteller Krauß sein Tonfilmdebüt, Theaterschauspieler Lothar Müthel übernahm mit seinem Part des Clausewitz seine einzige Tonfilmrolle.
Die Filmbauten stammen von Robert Herlth und Walter Röhrig, Herbert Frohberg diente ihnen als Hilfsarchitekt. Günther Anders assistierte Chefkameramann Carl Hoffmann. Der Filmeditor Eduard von Borsody assistierte auch Regisseur Ucicky. Eduard Kubat diente als Aufnahmeleiter, Walter Tjaden sorgte für den Ton.

## Kritiken
Der Drehbuchautor und Regisseur Philipp Lothar Mayring schrieb im Film-Kurier mit einigem Pathos zu den Vorarbeiten: „Das Thema – die Schicksalsstunde Preußens, in der die erste Morgenröte eines deutschen Reiches aufdämmert. Glanz und Zusammenbruch der grande armée des großen Korsen, französisches Empire, der russische Winterfeldzug und Preußens Erhebung gibt den grandiosen Rahmen, aus dem die monumentale Gestalt des "eisernen Generals" tritt. Der Produktionschef der Ufa, Ernst Hugo Correll übernahm die Produktionsleitung dieses Films in klarer Erkenntnis der an diese Aufgabe gebundenen Verpflichtungen vor Geschichte, Kunst und Moralverpflichtungen, die, wie einst die historische Gestalt unbeirrbare Arbeit und Geistesdisziplin, gewissenhafteste Hingabe verlangen. Corell setzte es sich zum Ziel das Verantwortungsgefühl und den sittlichen Ernst, die seine Arbeit beseelten, in allen Arbeitern am Werk zu wecken, und auch wachzuhalten. Die Gestalt und die Zeit forderten die künstlerische Erfüllung ihrer eigenen Ausdrucksform. Form und Sitte der entscheidenden Jahre um 1813 gebieten Ehrfurcht.“
Oskar Kalbus’ Vom Werden deutscher Filmkunst schwärmte mit Inbrunst über die Interpretation des Titelhelden: „Werner Krauß formt in seinem ersten Tonfilm „Yorck“ (1931) die Kernfigur des preußischen Schicksalsmythos, wie er nach des großen Friedrich Tode tragisch und ganz vergeistigt aufwuchs: Yorck. Im Yorck-Film erscheint dieser Magier der mimischen Verwandlung als ein neuer Preuße, als ein neuer Wissender um die großen Notwendigkeiten der Wandlung des Gesetzes. Auch Yorck muß von dem herkömmlichen Gesetz abweichen, muß es brechen, um ein höheres zu erfüllen.“ Zu Rudolf Forsters Leistung als König heißt es wenig später: „Hier wird der reifende Forster, der Königsspieler, nun ein anderer, ein Preuße, ein Fürst, dem ein fast zu schweres Schicksal auf die Schultern gelegt ist. Dieser König spielt nicht mit der Macht, spielt nicht mit den kühnen Gedanken einer neuen Zeit, die um ihn herum anbricht, träumt nicht von einem Reich, das er stiften will, kennt keinen Machthunger und keinen Glaubenskampf. Dieser König ist ein gerader, stiller Mensch, der die Tragödie seines Preußen tiefgebeugt erleidet und auch im tiefsten Fall von seinem Gott nicht läßt, der ihm gebietet, Verträge zu halten, auch wenn der Feind sie ihm aufgab. […] Forster formt den Preußenkönig mit seinen königlichen Mitteln -- ganz verhalten, ganz in sich gekehrt, ganz entsagend dem Flitter und der großen Geste des Mimen.“ Zu der Regieleistung ist zu lesen: „Gustav Ucicky hat mit seinen Schauspielern Werner Krauß und Rudolf Forster den Geist von 1812 heraufbeschworen […]“. Kalbus’ Resümee fällt entsprechend dem neuen, seit 1933 in Deutschland herrschenden Geist durchgehend positiv aus: „Es ist ein echter Gesinnungsfilm geworden in des Wortes höchster Bedeutung. Die Gesinnung, die daraus spricht, lautet: über alles das Vaterland!“
Filmtheoretiker Rudolf Arnheim hingegen spottete in der Weltbühne: Die Zuschauer könnten „von der Leinwand ablesen, daß es zweckmäßig ist, aus privater Initiative gegen Frankreich zu mobilisieren, wenn die Regierung sich zu lange damit befaßt, mit dem Erbfeind diplomatische Papiere auszutauschen.“